# Zlati cekin
Zlati cekin (italijansko Zecchino d'Oro) je vsakoletno glasbeno tekmovanje in festival za otroke, mlajše od 10 let, ki se odvija v Bologni v organizaciji ustanove Antoniano in ga prenašata RAI in Evropska radiodifuzna zveza. Začetki segajo v leto 1959, sedanjo obliko pa je dobil leta 1961, ko se je preselil v studije Antoniana. Od leta 1976 je tekmovanje mednarodno. Cilj je ustvarjanje pesmi za otroke in spodbujanje solidarnosti. Je edina televizijska oddaja, ki je vpisana na seznam kulturne dediščine človeštva pri UNESCU.